# Johan Ringsten
Johan Ringsten, född 10 oktober 1848 i Kalmar, död 11 augusti 1911, var en svensk konstnär och konservator.
Han var son till Johan Matias Ringsten och Augusta Serafina Nisbeth och gift med Teckla Maria Dalqvist. Ringsten studerade vid Konstakademien i Stockholm och var efter studierna verksam som kopist, landskap och genremålare. Han medverkade i utställningar arrangerade av Konstföreningen för södra Sverige. Han var anlitad som konservator av Nationalmuseum, Konstakademien och Katolska kyrkan i Stockholm. Ringsten finns representerad vid Östergötlands museum, Norrköpings konstmuseum och Uppsala universitetsbibliotek. Han är begravd på Katolska kyrkogården i Stockholm.